# Yelicones
Yelicones is een geslacht van insecten uit de orde vliesvleugeligen (Hymenoptera) en de familie schildwespen (Braconidae).

## Soorten
- Y. affinis Quicke, Austin & Chishti, 1998
- Y. africanus Quicke & Chishti, 1997
- Y. anchanae Areekul & Quicke, 2006
- Y. anitae Areekul & Quicke, 2006
- Y. arizonus Quicke, Chishti & Basibuyuk, 1996
- Y. artitus Areekul & Quicke, 2006
- Y. ateronotus Areekul & Quicke, 2006
- Y. barroci Quicke, Chishti & Basibuyuk, 1996
- Y. belokobylskiji Quicke, Chishti & Chen, 1997
- Y. belshawi Areekul & Quicke, 2006
- Y. bello Areekul & Quicke, 2006
- Y. bentoni Areekul & Quicke, 2006
- Y. bicoloripes Quicke, Chishti & Basibuyuk, 1996
- Y. boliviensis Areekul & Quicke, 2006
- Y. braziliensis Areekul & Quicke, 2006
- Y. buloloensis Quicke, Austin & Chishti, 1998
- Y. butcheri Areekul & Quicke, 2006
- Y. cameroni Szepligeti, 1902
- Y. canalensis Quicke, Chishti & Basibuyuk, 1996
- Y. cardaleae Quicke, Austin & Chishti, 1998
- Y. colombiensis Areekul & Quicke, 2006
- Y. concavus Areekul & Quicke, 2006
- Y. confusus Quicke, Chishti & Basibuyuk, 1996
- Y. contractus Papp, 1991
- Y. cooki Areekul & Quicke, 2006
- Y. crassicornis Cameron, 1887
- Y. crassipes Szepligeti, 1904
- Y. crassitarsis (Cameron, 1911)
- Y. crica Quicke, Chishti & Basibuyuk, 1996
- Y. crurobicolor Areekul & Quicke, 2006
- Y. delicatus (Cresson, 1872)
- Y. desertus Quicke, Austin & Chishti, 1998
- Y. diasus Areekul & Quicke, 2006
- Y. divaricatus Papp, 1992
- Y. doyeni Quicke, Austin & Chishti, 1998
- Y. elegans Papp, 1992
- Y. fijiensis Quicke, Austin & Chishti, 1998
- Y. fisheri Areekul & Quicke, 2004
- Y. fittoni Quicke, Austin & Chishti, 1998
- Y. flavus Chen & Quicke, 1997
- Y. gavinbroadi Areekul & Quicke, 2006
- Y. geminus Areekul & Quicke, 2006
- Y. gessi Quicke & Chishti, 1997
- Y. girardozae Areekul & Quicke, 2006
- Y. glabromaculatus Belokobylskij, 1993
- Y. gracilus Areekul & Quicke, 2006
- Y. hansoni Areekul & Quicke, 2006
- Y. howdeni Quicke, Chishti & Basibuyuk, 1996
- Y. huggerti Areekul & Quicke, 2006
- Y. infuriatus Quicke, Chishti & Basibuyuk, 1996
- Y. iranus (Fischer, 1963)
- Y. joaquimi Areekul & Quicke, 2006
- Y. kibaleiensis Areekul & Quicke, 2004
- Y. koreanus Papp, 1985
- Y. kraaijeveldi Areekul & Quicke, 2006
- Y. levelus Areekul & Quicke, 2006
- Y. longiantennatus Areekul & Quicke, 2006
- Y. longigena Areekul & Quicke, 2006
- Y. longivena Quicke, Chishti & Chen, 1997
- Y. longulus Quicke, Chishti & Basibuyuk, 1996
- Y. luridus Papp, 1991
- Y. luteus Quicke, Chishti & Basibuyuk, 1996

- Y. maculatus Papp, 1985
- Y. magnus Areekul & Quicke, 2006
- Y. manzarii Areekul & Quicke, 2006
- Y. marutus Areekul & Quicke, 2006
- Y. mayi Areekul & Quicke, 2006
- Y. medius Areekul & Quicke, 2006
- Y. melanocephalus Cameron, 1887
- Y. minutus Quicke & Chishti, 1997
- Y. napo Areekul & Quicke, 2006
- Y. natsanae Areekul & Quicke, 2006
- Y. naumanni Quicke, Austin & Chishti, 1998
- Y. nigridorsum Quicke, Austin & Chishti, 1998
- Y. nigrigaster Quicke, Chishti & Basibuyuk, 1996
- Y. nigroantennatus Areekul & Quicke, 2006
- Y. nigrocaputus Areekul & Quicke, 2006
- Y. nigromaculatus Quicke & Chishti, 1997
- Y. nigromarginatus Quicke & Kruft, 1995
- Y. nipponensis Togashi, 1980
- Y. ormei Areekul & Quicke, 2006
- Y. panameus Quicke, Chishti & Basibuyuk, 1996
- Y. pappi Quicke & Chishti, 1997
- Y. paradoxus (Fischer, 1961)
- Y. paso Areekul & Quicke, 2006
- Y. pennapallidus Areekul & Quicke, 2006
- Y. pennapunctum Areekul & Quicke, 2006
- Y. pennatrum Areekul & Quicke, 2006
- Y. pennoexemplarus Areekul & Quicke, 2006
- Y. peruensis Areekul & Quicke, 2006
- Y. pilops Quicke & Kruft, 1995
- Y. plaumanni Areekul & Quicke, 2006
- Y. plenus Areekul & Quicke, 2006
- Y. pocsi Papp, 1991
- Y. polaszeki Areekul & Quicke, 2006
- Y. publicus Areekul & Quicke, 2006
- Y. pulawskii Areekul & Quicke, 2006
- Y. pulcherus Areekul & Quicke, 2006
- Y. quarterus Areekul & Quicke, 2006
- Y. ramosi Areekul & Quicke, 2006
- Y. sangvornae Areekul & Quicke, 2006
- Y. satoshii Areekul & Quicke, 2006
- Y. scutellaris Quicke, Austin & Chishti, 1998
- Y. setosus Quicke, Chishti & Basibuyuk, 1996
- Y. shawi Quicke, Austin & Chishti, 1998
- Y. siamensis Areekul & Quicke, 2002
- Y. spectabilis Areekul & Quicke, 2004
- Y. spurcus Areekul & Quicke, 2006
- Y. sumatranus (Fischer, 1962)
- Y. surinamensis Areekul & Quicke, 2006
- Y. tavaresi Areekul & Quicke, 2006
- Y. theinsrii Areekul & Quicke, 2006
- Y. tricolor Quicke, Chishti & Basibuyuk, 1996
- Y. usae Areekul & Quicke, 2006
- Y. usanae Areekul & Quicke, 2006
- Y. variegatus Areekul & Quicke, 2004
- Y. vespapulcher Areekul & Quicke, 2006
- Y. vestigium Areekul & Quicke, 2006
- Y. vilawanae Areekul & Quicke, 2006
- Y. violaceipennis Cameron, 1887
- Y. vojnitsi Papp, 1992
- Y. vulgaris Quicke, Austin & Chishti, 1998
- Y. woldai Quicke, Chishti & Basibuyuk, 1996
- Y. wui Chen & He, 1995
- Y. zaldivari Areekul & Quicke, 2006
- Y. zitanae Areekul & Quicke, 2006